# CAH Dronten
CAH Dronten, Universitatea de Știinte Aplicate, este un institut de învățământ creștin profesional situat în centrul Țărilor de Jos, în provincia Flevoland, în prezent Polder, anterior parte a Mării Nordului. 
În programele oferite, viitorii profesioniști se pregătesc în carierele lor în domeniile cunoașterii agriculturii, alimentelor, horticulturii, agrobusiness-ului și știința animală. Universitatea este parte a grupului AERES. Din octombrie 2010 Universitatea este de asemenea situată în Almere (CAH Almere). 

## Istorie
În anul 1957, Universitatea Agricolă Creștină Profesională își începe activitatea în Ede cu 14 studenți și 11 lectori. În 1968, prezenta Universitate își deschide porțile. În acest moment, Universitatea are aproximativ 1500 de studenți (neerlandezi full-time, part-time și programe internaționale) și aproximativ 160 membri staff.

## Noua clădire CAH Duas
În anul 2011 Universitatea începe construirea unei noi clădiri durabile și definite în aceiași locație în Dronten. Nouă clădire va putea găzdui aproximativ 1600 de studenți. Finalizarea clădirii se așteaptă a fi finalizată în Decembrie 2011. În Decembrie 2012 o gara va fi deschisă în Dronten, care va face legătură între Lelystad și Zwolle. 

## Profil
La Universitate aproximativ 1500 de studenți se pregătesc pentru carierele lor cu un număr crescut de studenți internaționali. În fiecare an aproximativ 150 de studenți internaționali se pregătesc pentru cursurile de licență, predate în limba engleză, oferite în strânsă legătură cu lumea afacerilor, universitățile și institutele de cercetare din lumea întreagă. Cursurile internaționale sunt la fel de variate, cu studenți venind din țări în Europa, Nordul și Sudul Americii, Asia și Africa. 
Cursurile antrenează pentru licență și combină atât noțiunile teoretice cât și practice. Pentru a pregăti studenții pentru carieră lor viitoare, un stagiu cu normă întreagă într-un loc de muncă de management de mijloc este o parte a fiecărui curs. În timpul acestui stagiu, studenții vor dovedi experiența lor științifică și academică în cercetare, scriind și prezentând o teză de nivel de inginer, relevant pentru acest sector. 

## Universitatea și lumea muncii
Antrenarea competențelor profesionale este una dintre conceptele principale ale tuturor cursurilor CAH DUAS. Aceste competențe sunt formulte într-o strânsă consultare cu viitorii angajați absolvenți. În acest scop, Universitatea dispune de o rețea unită de profesioniști pe care planurile de învățământ se bazează. Această rețea este implicată activ în evaluarea studenților în timp ce aceștia studiază și este esențială în oferirea de stagii relevante pentru dezvoltarea expertizei autentice în viitorii absolvenți. 

## Țările de Jos și Dronten
Țărilor de Jos are o lungă tradiție în agricultură, comerțul cu produse alimentare și o activă implicare în gestiunea apei și a naturii. Simboluri ale acestei istorii au devenit simboluri neerlandeze: pantofi din lemn, lalele, diguri, poldere, brânză și mori de vânt. Astăzi, Țările de Jos rămâne una dintre principalele națiuni ale lumii producătoare de alimente. O suprafață totală de 41526 kilometri pătrați nu poate fi prea impresionant, însă realizările sale în tehnici de cercetare și producție sunt, în special, în domeniile agriculturii și serviciilor. Dronten este noul oraș cu 35000 de locuitori. Oamenii au migrat aici pentru a lucra în noua, recuperata provincie Flevoland încă din anul 1960. Astăzi, orașul nu mai este o comunitate de pionierat, dar un oraș de provincie în Țările de Jos făcut special de facilitățile sale moderne, și de atmosfera ușoară. Dronten este un loc folosit pentru asimilarea de oameni din medii foarte variate. Populația este o bună secțiune transversală a societății neerlandeze moderne. Magazine, facilități sportive, centre de îngrijire medicală, activități culturale, un cinematograf, diferite restaurante, baruri sunt bine adăpostite și moderne. Nu se găsesc aici case ciudate care își sprijină frontoanele neerlandeze. Orașul se caracterizează prin spații deschise, arhitectură modernă, zone verzi și parcuri. Este la fel de popular că și spațiul în care locuiești, noile locuințe fiind planificate și executate pe o continuă baza. Dronten este situat în centrul Țărilor de Jos, la aproximativ 45 de minute de condus de la Amsterdam. 

## Polderul
CAH Duas are aproximativ 150 de studenți în fiecare an. Studenții din țări precum: Polonia, Ungaria, Franța, Portugalia, Rusia, Turcia, Spania, Statele Unite ale Americii (SUA) și Africa de Sud. O comunitate foarte diversă, dar ceea ce au ei în comun este o mulțime de lucruri noi și necunoscute. 
Pentru o perioadă ei vor trăi într-o altă cultură cu diferite convenții și tradiții. Pentru a se cunoaște unii pe alții și pentru a se întâlni cu studenții neerlandezi este Polderul. Polderul este o uniune studențească pentru studenții internaționali din CAH Duas. Se organizează diverse activități sociale și stimulează schimburile culturale. Polderul, de asemenea, acționează ca un consilier pentru întrebări și solicitări venite din partea studenților internaționali. 

## Campusul internațional
Universitatea are un complex de locuințe modern pentru studenții internaționali în aria campusului. Casele sunt complet mobilate și sunt self-catering, mesele, de asemenea, poate fi cumpărate de la Cantină Institutului. Studenții care trăiesc împreună cu mai mult de 20 de naționalități în grupuri de cinci sau șase, într-o casă. Naționalitățile sunt întotdeauna variate, astfel încât conștiința culturală începe la domiciliu, precum și experiența internațională de învățare nu se oprește sălile de curs sau spațiile de învățare. 

## Cursuri internaționale de licență, cu predare în limba engleză
- Managementul Fondurilor Europene
- Curs internațional de Agrobusiness Management
- Managementul lanțului alimentar
- Managementul calității alimentelor
- Curs internațional de producție animalieră
- Dezvoltare rurală și inovare
- Sănătatea și bunăstarea animalelor
- Curs internațional de horticulură și management

Programul de licență este de un an.

## Ferma Universității „De Drieslag”
Pe lângă partea teoretică a studiului, CAH DUAS oferă posibilitatea de a cunoaște practica de zi cu zi a agriculturii arabile. Ferma Universității este o firmă combinată între agricultură, efective și produse lactate. 
Din aprilie 1998, Compania de Cooperare, Îmbunătățire și Demonstrare (în neerlandeză CVDB) este localizată în Wisentweg în Dronten. CVDB este o fermă de stoc intensiv cu 40 de porci, 1000 de pui (găini ouătoare) și oi. 
Grajdul de cai este pentru studenți și este localizat în Wisentweg în Dronten. 

## Uniunea studenților
În total în CAH DUAS sunt 4 uniuni studențești:
- USRA (studenți neerlandezi)
- Alpha (studenți neerlandezi)
- Vis Vitalis (studenți neerlandezi)
- De Polder (studenți internaționali)

## Universitățile partenere internaționale
CAH Duas oferă un anumit număr de programe de licență cu durata de studiu de un an sau de un an și jumătate pentru studenții internaționali, bazate pe acorduri de cooperare cu universitățile internaționale partenere. Pe lângă aceste acorduri, există de asemenea un schimb între membrii staff-ului și studenți pe o baza individuală.
- Franța: Școală Superioară de Agricultură din Angers
- Finlanda: Politehnica Häme - Mustalia; Yrkeshogskolan Sydväst
- Ungaria: Nyugat-Magyarorszagi Egyetem – Buespa – Universitatea din Veszprem; -Szent Isztvan Egyetem
- Polonia: Szkola Glowna Gospodarstwa Wiejsk - Akademia Roln. M.A. Cieszkowskiego
- Portugalia: ESA Ponte de Lima - ISA Coimbra - Universidade de Evora - U. Tras-os-Montesed Alto Douro - I. Politecnico de Beja
- Spania: Universitatea Santiago de Compostela
- LETONIA: Universitatea Letoniana de Agricultură, Jelgava
- Cehia: Universitatea Mendel din Brno
- Slovenia: Universitatea din Maribor – Universitatea din Ljubljana
- Statele Unite ale Americii (SUA): Universitatea Wisconsin la Platteville
- Africa de Sud: Universitatea din Pretoria, Universitatea van Bloemfontein